# (3575) Anyuta
(3575) Anyuta (1984 DU2) – planetoida z pasa głównego asteroid okrążająca Słońce w ciągu 4,56 lat w średniej odległości 2,75 j.a. Odkrył ją Nikołaj Czernych 26 lutego 1984 roku.